# Мартиросян, Артур Артаваздович
Мартиросян, Артур Артаваздович (род. 26 апреля 1976 года в городе Гюмри) — армянский деятель органов внутренних дел, заместитель начальника полиции Республики Армения,  полковник полиции.

## Биография
В 2000 г. окончил высшую школу Министерства внутренних дел Республики Армения и был назначен оперуполномоченным в отделении уголовного розыска Ахурянского отдела внутренних дел Управления внутренних дел Ширакского марза, а затем — оперуполномоченным по разведке.
В 2010—2011 гг. был начальником отделения уголовного розыска Ахурянского отдела внутренних дел.
В 2011—2012 гг. — начальник отделения уголовного розыска Гюмрийского отдела Управления Ширакского марза.
В 2012—2014 гг. — заместитель начальника Гюмрийского отдела Управления Ширакского марза.
В 2014—2015 гг. был заместителем начальника Управления Армавирского отдела Управления Армавирского марза по кадрам.
В 2015—2016 гг. — заместитель начальника Мушского отдела отдела г. Гюмри Управления Ширакского марза по оперативной работе.
В 2016—2018 гг. — начальник Мушского отдела г. Гюмри Управления Ширакского марза.
В 2018—2018 гг. — заместитель начальника управления Армавирского марза по служебной части.
В 2018—2018 гг. — начальник Мушского отдела города Гюмри Управления Ширакского марза.
В 2018—2019 гг. — 1-й заместитель начальника Главного управления по борьбе с организованной преступностью (с 27.08.2019 исполняет обязанности начальника Главного управления).
Указом Президента Республики Армения от 27 ноября 2019 года назначен на должность заместителя начальника Полиции Республики Армения.
Награжден рядом ведомственных медалей и нагрудных знаков.
Женат, имеет двух дочерей.

## Заметки
1. ↑  One, Studio. Ղեկավարություն - ՀԱՅԱՍՏԱՆԻ ՀԱՆՐԱՊԵՏՈՒԹՅԱՆ ՈՍՏԻԿԱՆՈՒԹՅՈՒՆ. www.police.am. Дата обращения: 23 июня 2020. Архивировано 2 июня 2020 года.
2. ↑  Հանրապետության նախագահի հրամանագրերը - Փաստաթղթեր - Հայաստանի Հանրապետության Նախագահ (арм.). www.president.am. Дата обращения: 23 июня 2020. Архивировано 26 июня 2020 года.